# Independent Spirit Awards
Independent Spirit Awards, tidigare FINDIE Awards ("Friends of Independents"), är ett filmpris för amerikansk independentfilm, som delas ut en gång per år sedan år 1986. Priset delas ut i Santa Monica i Kalifornien av den ideella organisationen Film Independent. 2007 bytte arrangemanget namn till Film Independent's Spirit Awards. Från början bestod priset av en pyramidformad plexiglasbit med skosnören, men sedan 2007 erhåller vinnaren istället en trofé med en fågel på en pelare som är intvinnad av skosnören.

## Vinster
- Bästa film
- Bästa regi
- Bästa debutfilm
- Bästa kvinnliga huvudroll
- Bästa manliga huvudroll
- Bästa kvinnliga biroll
- Bästa manliga biroll
- Bästa manus
- Bästa debutmanus
- Bästa internationella film
- Bästa dokumentärfilm
- Bästa foto
- Bästa klippning
- John Cassavetes Award
- Robert Altman Award
- Acura Someone to Watch Award
- Piaget Producers Award
- Truer Than Fiction Award
- Special Distinction Award